# みやこ列車区
みやこ列車区（みやこれっしゃく）は、京都府京都市南区にある西日本旅客鉄道（JR西日本）近畿統括本部の運転士・車掌・客室乗務員が所属する組織である。

## 歴史
- 2002年（平成14年）3月23日：みやこ列車区が発足[1]。

以後、主に優等列車の乗務主体である。